# Aurelio de' Giorgi Bertola

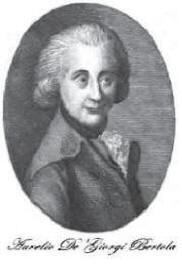
Aurelio de' Giorgi Bertola, kopparstick omkring 1780.

Aurelio de' Giorgi Bertola, född den 4 augusti 1753 i Rimini, död där den 30 juni 1798, var en italiensk skald.
Bertola var först munk, men rymde från klostret och blev, sedan han en tid fört ett kringflackande liv, soldat i den österrikiska armén. Efter några år begav han sig hem igen och mottogs åter i sin orden. Sedermera befriades han från sitt klosterlöfte, blev lärare vid sjökadettskolan i Neapel och slutligen professor i Pavia. År 1787 besökte han Schweiz och slöt där vänskap med Gessner, vars idyller han översatte till italienska. Bland Bertolas dikter bör särskilt nämnas hans Cente favole (1785) och Raccolta di favole ed epigrammi (1788), vilka överträffar hans idyller och versifierade naturskildringar.